# Jerzy Wtorek
Jerzy Wtorek – polski profesor elektroniki specjalizujący się w biocybernetyce. Kierownik Katedry Inżynierii Biomedycznej na Wydziale Elektroniki, Telekomunikacji i Informatyki Politechniki Gdańskiej. Dziekan Wydziału Elektroniki, Telekomunikacji i Informatyki (2016-2020).

## Życiorys
W 1976 roku ukończył studia na Wydziale Elektroniki Politechniki Gdańskiej. W 1986 uzyskał stopień naukowy doktora na macierzystym wydziale (przemianowanym na Wydział Elektroniki, Telekomunikacji i Informatyki), w 2004 – doktora habilitowanego. W 2016 otrzymał tytuł naukowy profesora. Kierownik Katedry Inżynierii Biomedycznej, dziekan Wydziału Elektroniki, Telekomunikacji i Informatyki (kadencja 2016–2020). Członek Komitetu Biocybernetyki i Inżynierii Biomedycznej PAN.

## Dorobek naukowy
Działalność naukowa prof. Wtorka i współpracowników skupiona jest na nieinwazyjnych metodach oceny układu krążenia, elektrycznych (aktywnych i pasywnych) właściwości tkanek, spektroskopii impedancyjnej oraz inteligentnego otoczenia.
Prof. J. Wtorek współpracuje z wieloma zagranicznymi jednostkami naukowymi (Finlandia, Belgia, Niemcy, Hiszpania), na których spędził przeszło dwa lata. Był wykładowcą i prorektorem Olsztyńskiej Wyższej Szkoły Informatyki i Zarządzania im. prof. Tadeusza Kotarbińskiego. Jest autorem i współautorem ponad 220 opublikowanych doniesień konferencyjnych i artykułów w czasopismach oraz około 20 patentów. Wiele rozwiązań opracowanych wraz z zespołem było wielokrotnie nagradzanych na różnych targach, konkursach i konferencjach.

## Odznaczenia
- Srebrny Krzyż Zasługi (2002)[5]